# (79360) Sila-Nunam
(79360) Sila-Numan ist ein transneptunisches Objekt im Kuipergürtel, das als Cubewano eingestuft wird. Sila verfügt über einen fast gleich großen Begleiter namens Nunam, man könnte das System auch Doppelasteroidensystem nennen.

## Entdeckung und Benennung
Sila wurde am 3. Februar 1997 von einem Astronomenteam des California Institute of Technology in Pasadena bestehend aus Jane X. Luu, David C. Jewitt, Chadwick A. Trujillo und Jun Chen am Mauna-Kea-Observatorium auf Hawaii entdeckt. Der Asteroid erhielt zunächst die vorläufige Bezeichnung 1997 CS29.
Am 9. Januar 2012 erhielt Sila zusammen mit Nunam den offiziellen Namen, benannt nach Inuit-Göttern. Sila („Geist“) ist der Inuit-Gott von Himmel, Wetter und Lebenskraft. Nunam ist die Erdgöttin, in einigen Traditionen als Silas Frau. Nunam erschuf die Landtiere und, in einigen Traditionen, das Volk der Inuit. In anderen Traditionen war es Sila, der die ersten Menschen aus feuchtem Sand erschuf. Sila hauchte den Inuit das Leben ein.
Seit seiner Entdeckung wurde der Doppelplanetoid durch verschiedene Teleskope wie das Hubble- und das Herschel-Weltraumteleskop sowie erdbasierte Teleskope beobachtet. Im Januar 2018 lagen 338 Beobachtungen über einen Zeitraum von 19 Jahren bei 18 Oppositionen vor.

## Bahneigenschaften

### Umlaufbahn
Sila umläuft die Sonne auf einer nur leicht elliptischen Umlaufbahn zwischen 43,328 AE und 44,589 AE Abstand zu deren Zentrum. Die Bahnexzentrizität beträgt nur 0,014, die Bahn ist 2,248° gegenüber der Ekliptik geneigt. Sein Perihel wird er zum Jahreswechsel 2047/2048 das nächste Mal durchlaufen. Im Januar 2018 war er 43,5 AE von der Sonne entfernt.
Die Umlaufzeit von Sila beträgt 291,46 Jahre. Insgesamt ähneln diese Bahnelemente denen von Quaoar (287,53 Jahre Umlaufzeit).

### Nah-Bahnresonanz
Sila bewegt sich nahe einer 7:4-Resonanz mit Neptun. Daher ist er sowohl beim MPC als auch beim DES als Cubewano und nicht als resonantes KBO klassifiziert. Ein Objekt der 7:4-Resonanz ist zum Beispiel (469306) 1999 CD158.

## Physikalische Eigenschaften

### Größe
Der Durchmesser von Sila beläuft sich auf 248 km, wobei sein Begleiter Nunam mit 236 km um nur 5 % kleiner ist. Messungen im fernen Infrarotbereich durch das Herschel-Weltraumteleskop ergaben zunächst einen Durchmesser von 250 bis 420 km, allerdings für einen einzelnen Körper.

### Innerer Aufbau
Die ausgesprochen niedrige System-Dichte von 0,72 g/cm³, die weit unter derjenigen von Wasser liegt, weist darauf hin, dass Wassereis auf beiden Körpern vorherrschend sein müsste, was als Erklärung der niedrigen Dichte jedoch nicht ausreicht, da selbst reines Eis mit 0,91 g/cm³ noch dichter ist. Somit ist anzunehmen, dass beide Körper im Innern Hohlräume aufweisen müssen. (→Rubble Piles)

### Oberfläche
In sichtbarem Licht sind Sila und Nunam sehr rot und haben ein flaches Spektrum ohne Merkmale im nahen Infraroten, das keine Wassereis-Absorptionen zeigt, was dem Spektrum von Ixion ähnelt. Allem Anschein nach sind die Oberflächen beider Komponenten durch Auswurfmaterial von Impakten auf dem jeweils anderen Körper erneuert worden. Die Oberflächentemperatur beträgt um die −231 °C (42 K).

## Mond
Am 22. Oktober 2002 entdeckte ein anderes Astronomenteam um Keith S. Noll mit dem Hubble-Weltraumteleskop, dass Sila über einen natürlichen Begleiter verfügt, der fast die gleiche Größe aufweist. Damit weist dieses System in den Größenverhältnissen starke Ähnlichkeit zum L5-Jupiter-Trojaner-System Patroclus-Menoetius auf, dessen Komponenten etwa den halben Durchmesser besitzen. Die beiden Komponenten des Systems haben eine doppelt gebundene Rotation, wenden sich also dauerhaft dieselbe Seite zu. Sie umkreisen sich auf einem annähernd kreisförmigen retrograden Orbit mit einer großen Halbachse von 2777 ± 19 km. Zwischen 2009 und 2017 kam es zu wiederholten gegenseitigen Okkultationen.